# AnnenMayKantereit
AnnenMayKantereit es una banda de pop y rock alemana originaria de Colonia, formada en 2011. El grupo canta en alemán e inglés; su rasgo distintivo es la voz singular, rasgada y única del cantante Henning May.

## Historia
El nombre del grupo se debe a los apellidos de los tres miembros fundadores, que se conocieron en 2011 mientras estudiaban en el instituto Schiller en Sülz (Colonia). Empezaron tocando en las calles de Colonia y, un día, mientras tocaban en una jam session en el campus de la Universidad, conocieron a Lars Lötgering, que pasaría a ser el contrabajista del grupo. En 2013 apareció su primer álbum, grabado por ellos mismos, que se presentó en una fiesta de lanzamiento en la sala de conciertos Gebäude 9 en Colonia. Este álbum, de producción propia, fue grabado en parte durante actuaciones en la calle y se han agotado todas las copias del mismo. Casi todas sus canciones están subidas en su propio canal de YouTube. Desde agosto de 2014 Malte Huck es el bajista de la banda.
Después de estrenar el vídeo de la canción "Wohin du gehst" el grupo se embarcó en una gira por locales de toda Alemania. Durante el verano de 2014 la banda tocó en varios festivales importantes, entre los que se encuentran el Appletree Garden Festival, el Open Flair y el Reeperbahn Festival. En otoño del mismo año dieron varios conciertos como teloneros de Beatsteaks, una conocida banda de punk rock alemana, y acompañaron a Clueso en su gira Stadtrandlichter Tour. Quedaron finalistas en los premios New Music Award de 2014 de la emisora de radio para jóvenes ARD.
A principios de 2015, tras el lanzamiento de la canción Oft gefragt, que AnnenMayKantereit interpretó en diciembre de 2014 en el programa de televisión alemán Circus HalliGalli, iniciaron otra gira. En el verano de ese año volvieron a actuar en festivales como Haldern Pop Festival y Rock am Ring. El cantante Henning May colaboró además con el grupo de hip-hop alemán K.I.Z interpretando la canción "Hurra die Welt geht unter", sencillo de su álbum homónimo.
En otoño de 2015 la banda firmó un contrato para grabar un disco con la compañía discográfica Universal. Junto al productor alemán Moses Schneider grabaron en los estudios Hansa Studios de Berlín el EP Wird schon irgendwie gehen, que lanzaron el 16 de octubre de ese mismo año bajo el sello discográfico Vertigo Berlin. A esto le siguió una nueva gira, en la que se agotaron las entradas para muchos de sus conciertos.
En febrero de 2016 la banda lanzó el sencillo “Pocahontas” incluido en su álbum Alles Nix Konkretes. El álbum fue publicado en marzo de 2016 y fue número uno en las listas de los álbumes más vendidos en Alemania.
El 7 de diciembre de 2018, la banda lanzó su álbum Schlagschatten, producido por Markus Ganter y grabado en un pueblo en España.
El 8 de enero de 2019, BMG Rights Management anunció la firma en exclusiva de un contrato editorial con el grupo. En el mismo mes, AnnenMayKantereit inició un tour de clubs en Mannheim. Este tour pasó a grandes recintos a partir de marzo de 2019.
Debido a la pandemia de COVID-19, la banda se vio forzada a cancelar todos sus conciertos previstos a partir de marzo de 2020. En septiembre de 2020, AnnenMayKantereit participó en la manifestación Fridays for Future en Berlin donde se anunció que Malte Huck abandonaba el grupo.
En noviembre de 2020, la banda lanzó por sorpresa y sin anuncio previo su tercer álbum 12. Este álbum surgió del confinamiento, por lo que tiene un gran significado para los autores.

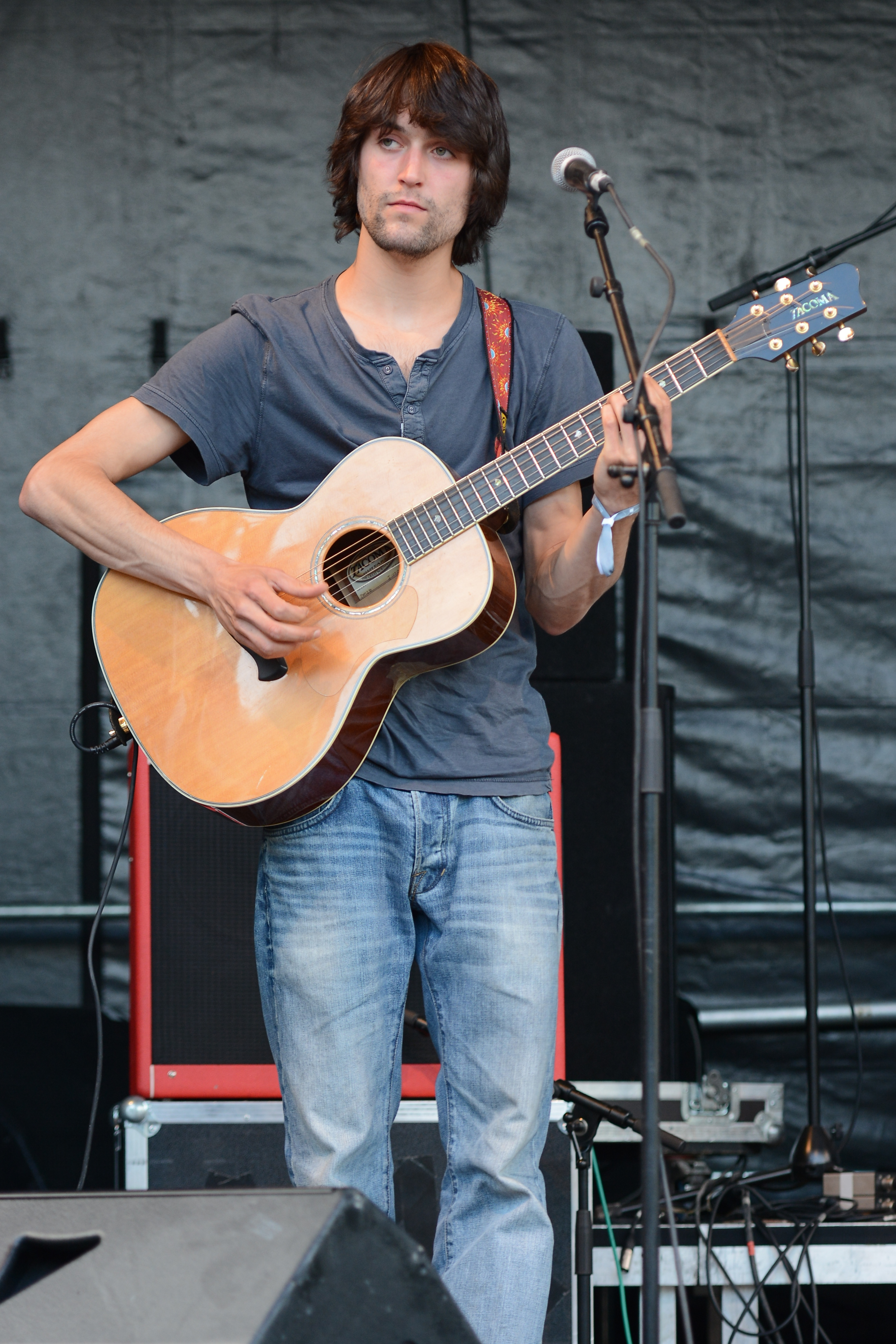
Christopher Annen (2014)

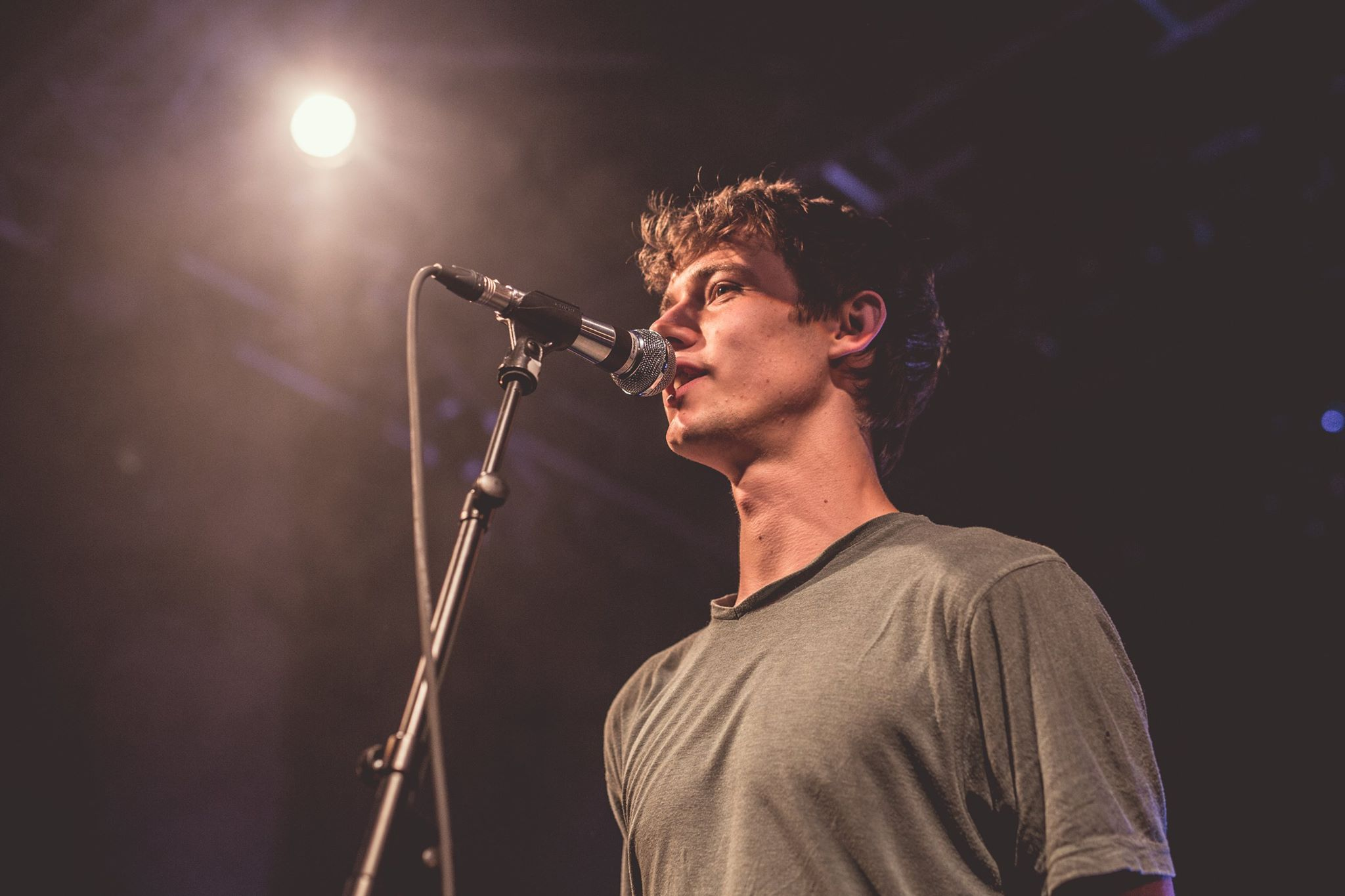
Henning May (2015)

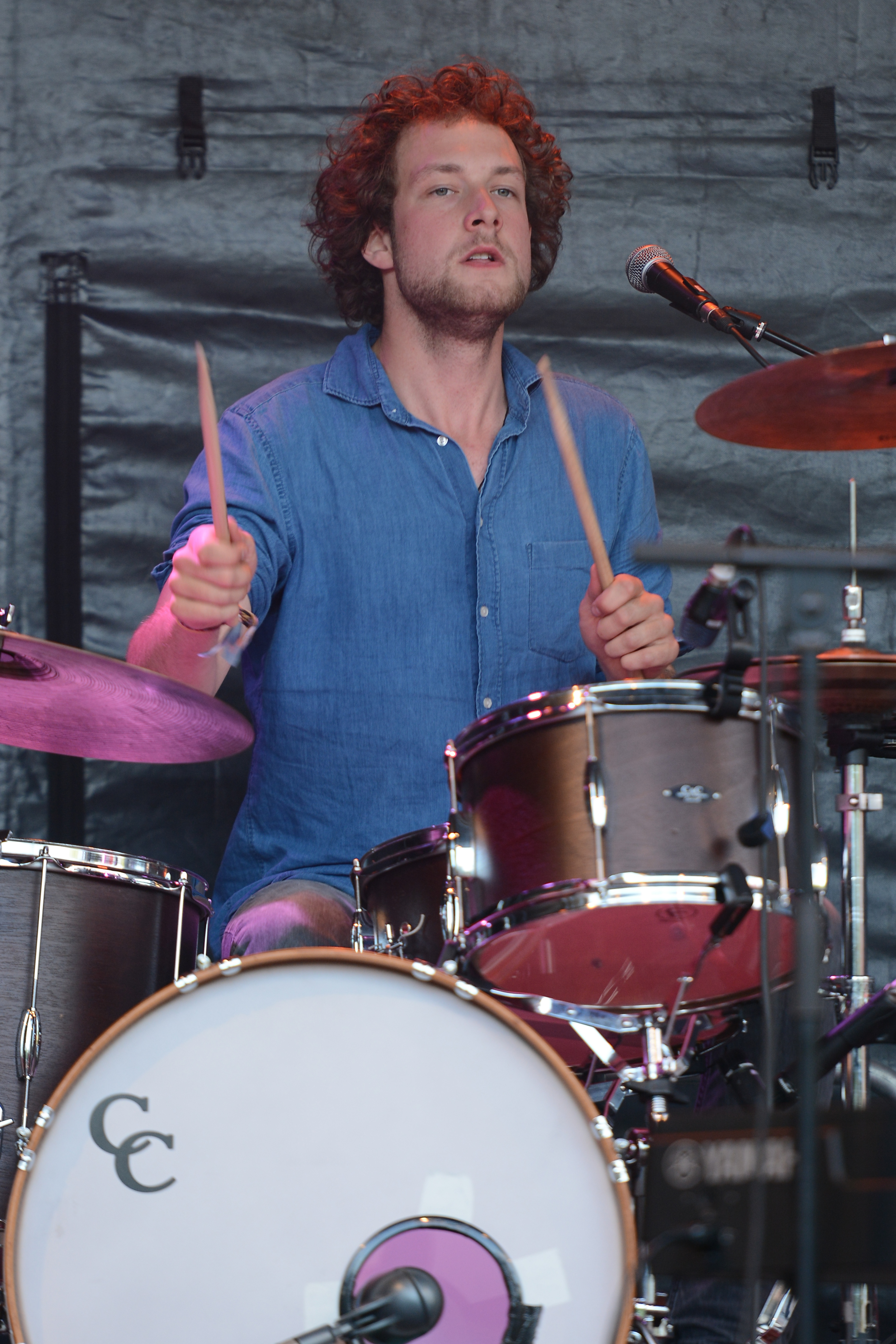
Severin Kantereit (2014)

## Discografía
Álbumes
- 2013: AMK (producción propia, agotado) (puesto[21] número 33 en la lista de éxitos alemana)
- 2016: Alles Nix Konkretes (número 1 en Alemania, y Austria. Número 6 en Suiza)
- 2018: Schlagschatten (número 2 en Alemania 3 en Austria y 10 en Suiza)
- 2020: 12 (número 4 an Alemania, 8 en Austria y 17 en Suiza)

Álbumes en directo
- 2016: AnnenMayKantereit & Freunde (Live in Berlin)

EPs
- 2015: Wird schon irgendwie gehen (Vertigo Berlin) (puesto número 33 en Alemania y 36 en Austria)

## Premios
- 2015: Kulturpreis der Sparkassen-Kulturstiftung Rheinland (Premio de la Fundación Cultural de la caja de ahorros Sparkasse de Renania. Patrocinado por Wolfgang Niedecken)
- 2015: Deutscher Webvideopreis en la categoría de vídeo musical
- 2017: Echo en la categoría nuevo artista nacional
- 2017: Echo en la categoría banda de pop nacional
- 2019: 1Live Krone en la categoría 'Mejor Banda'